# Ghurbaghestan-e Sofla
Ghurbaghestan-e Sofla (perski: قورباغستان سفلي) – wieś w Iranie, w ostanie Kermanszah. W 2006 roku miejscowość liczyła 301 mieszkańców w 62 rodzinach.